# 奥特莱斯峰
奥特莱斯峰（義大利語：Ortles）是意大利北部奥特莱斯山中的一座山峰，为奥特莱斯山主峰，海拔3905米。第一次世界大战期间，奥特莱斯峰作为一处制高点被奥匈帝国军队占领。

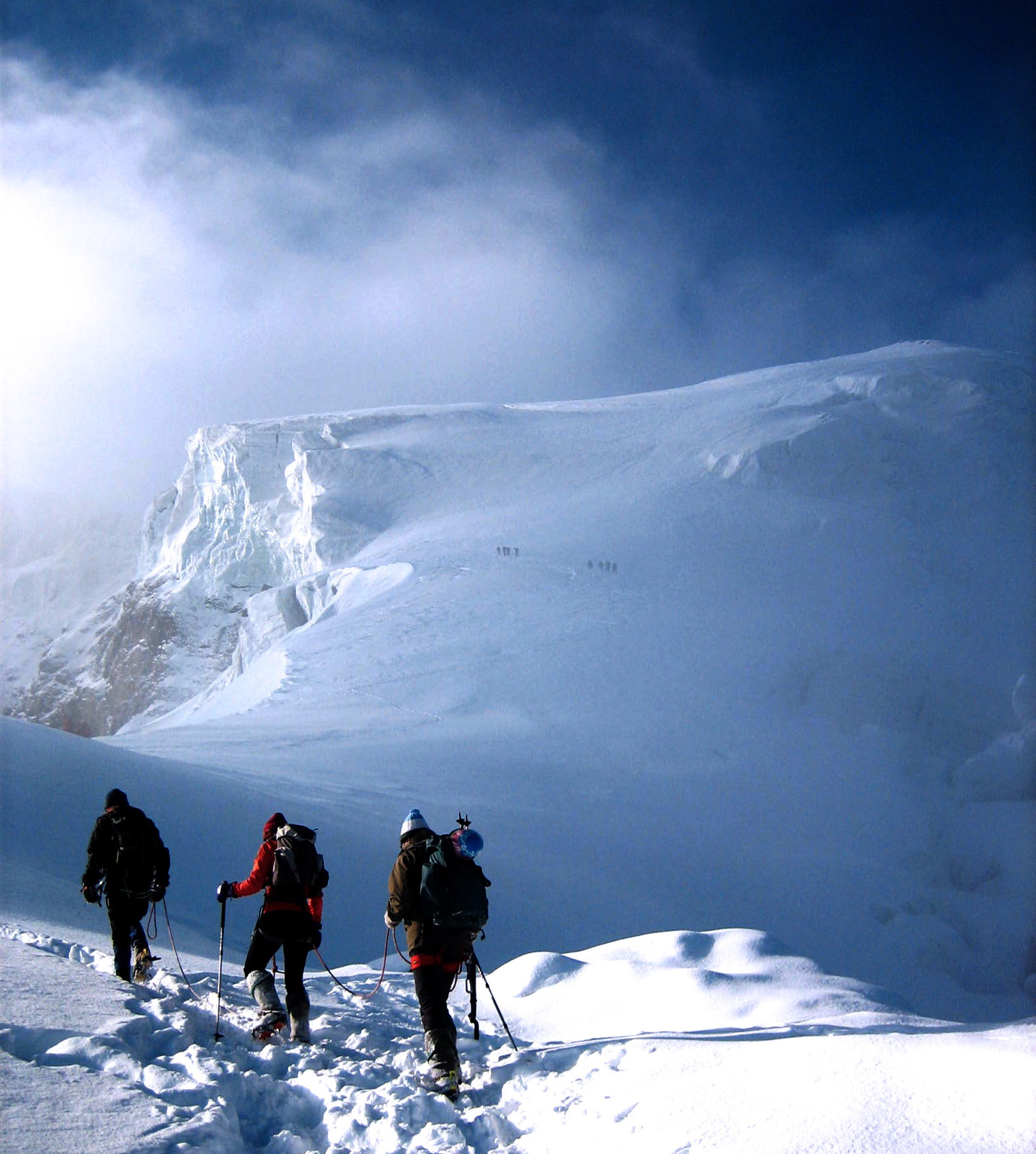
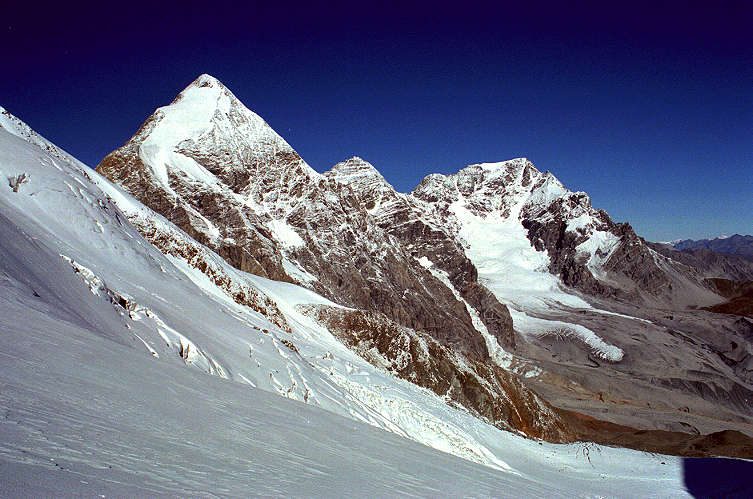